# Скибберин

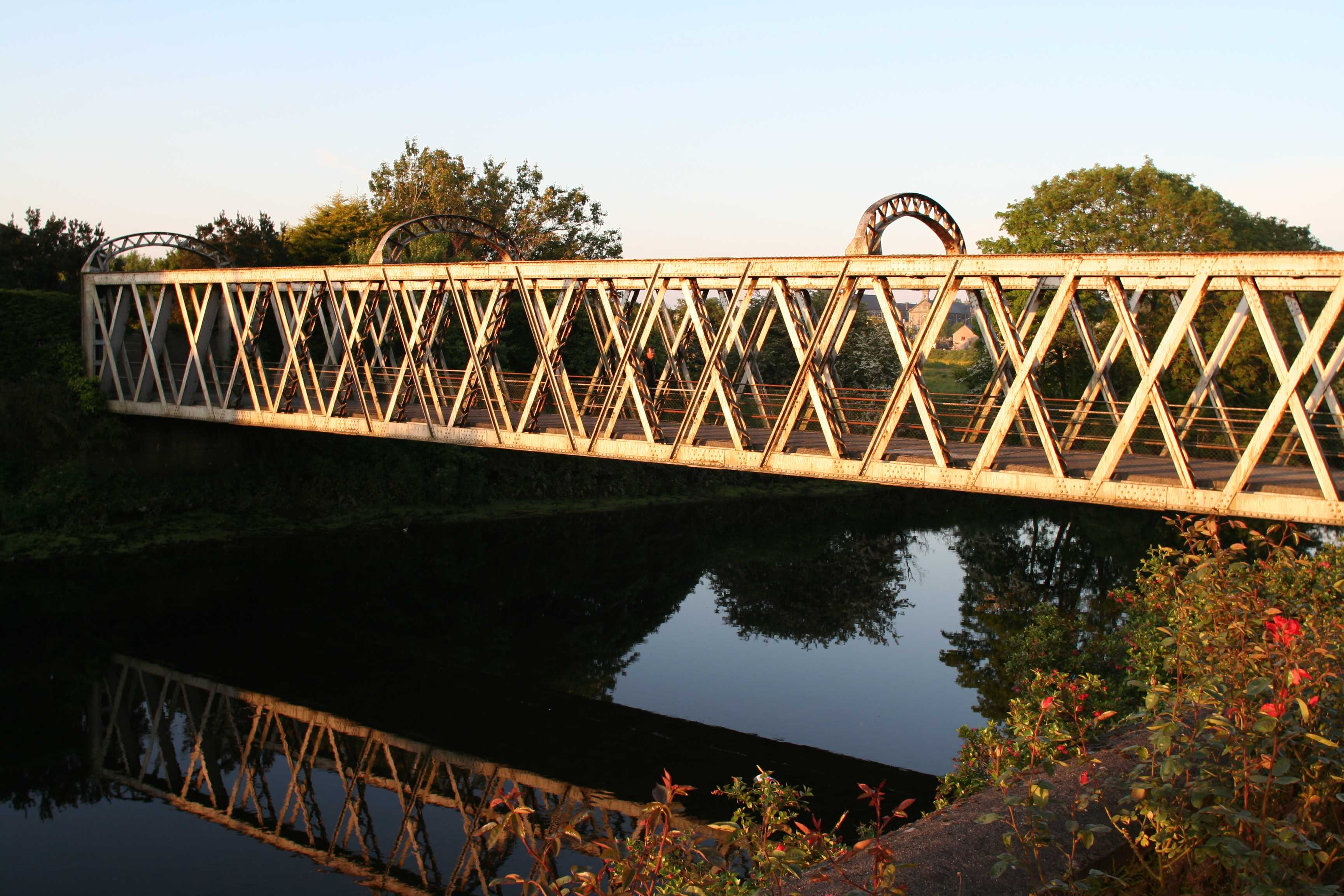
Мост в Скиберине

Скибберин (англ. Skibbereen; ирл. An Sciobairín (Ан-Шкюбаринь), «лодочная гавань») — (малый) город в Ирландии, находится в графстве Корк (провинция Манстер).
Город был центром Национального дня памяти жертв ирландского голода 17 мая 2009, так как он находится в одной из самых пострадавших областей, и здесь в братской могиле хранятся останки 8-10 тысяч жертв.

## История
До 1600 года большая часть земель в этом районе принадлежала местной ветви Маккарти Ри клана Маккарти. Устав города датируется 1657 годом, и его копию можно увидеть в палате городского совета.  В 1631 году Скибберин принял  беженцев, спасающихся от нашествия берберских пиратов в соседний Балтимор. «Общество Феникса» было основано в Скибберине в 1856 году и было предшественником движения фений.

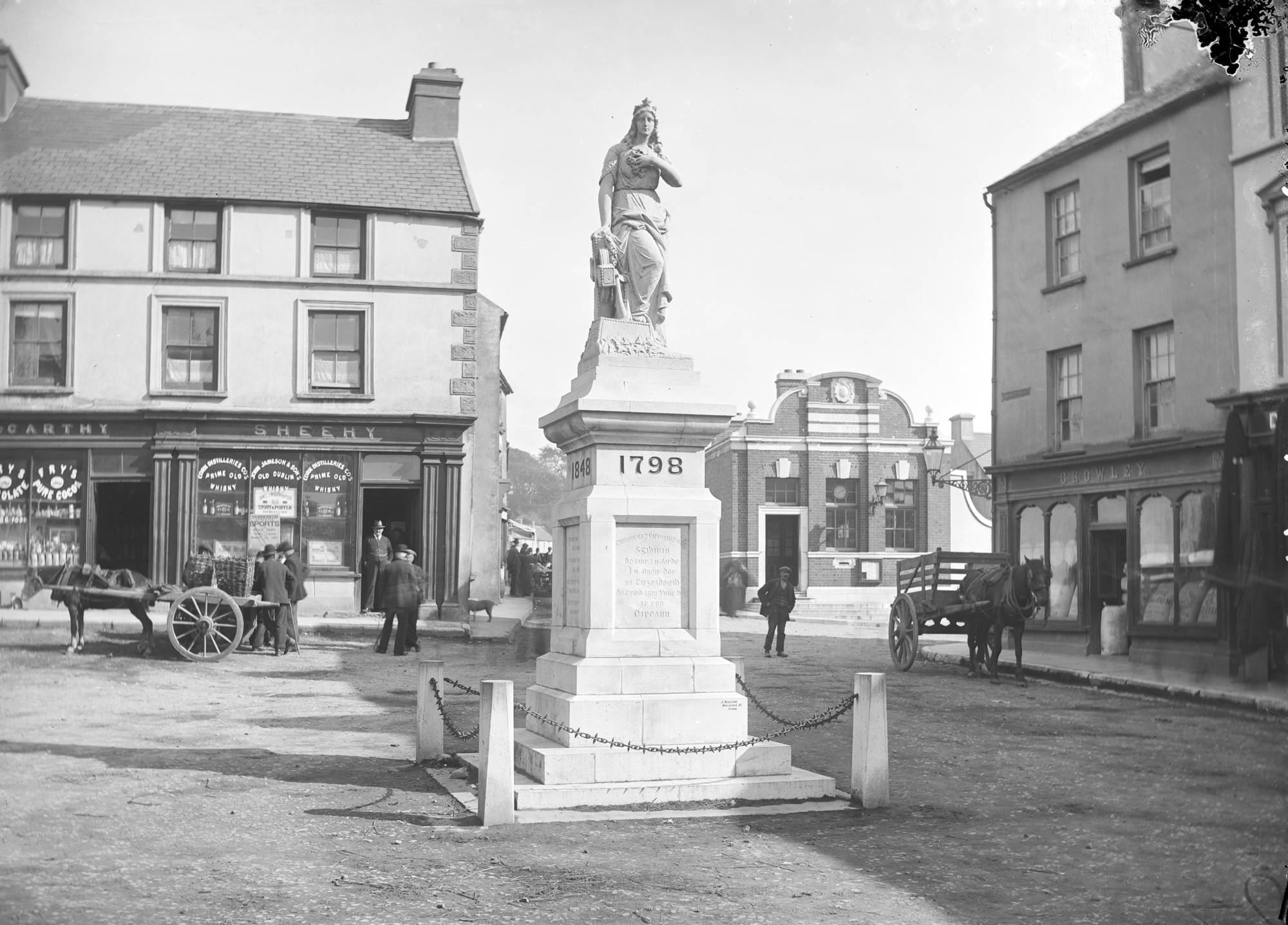
Памятник 1798 года

Статуя «Дева Эрин», воздвигнутая в 1904 году, находится на вершине мемориала в память о четырёх неудавшихся восстаниях против британского правления, даты которых выгравированы на каждой стороне постамента: 1798, 1803, 1848, 1867.
Скибберин когда-то был остановкой на вест-коркской железной дороге, по которой ходили поезда из Западного Корка в Корк-Сити. Строительство железных дорог велось между 1851 и 1893 годами, а к 1961 году все железнодорожные линии Вест-Корка были закрыты. Оригинальный железнодорожный мост все ещё виден у отеля West Cork. У Скибберина также была отдельная конечная станция на узкоколейной железной дороги Schull and Skibbereen Tramway and Light Railway.

### Великий голод

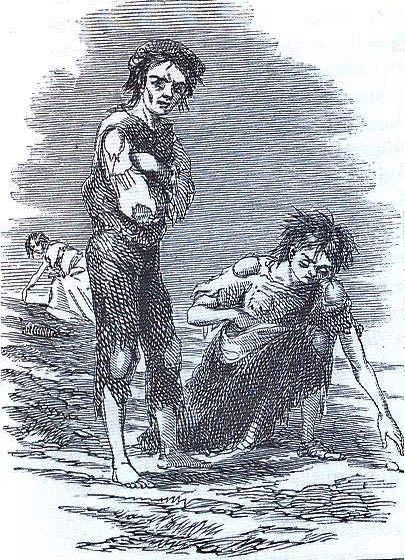
Скибберин 1847; набросок художника из Корка Джеймса Махони (1810–1879), заказанный для «Illustrated London News» 20 февраля 1847 г.

В районе Скибберина в 1845–1852 годах был сильный голод, время, известное как Великий голод (ирл. an Gorta Mór). По оценкам Центра наследия Скибберина, от 8000 до 10000 жертв голода похоронены в общих могилах на кладбище Abbeystrewery недалеко от города. Хотя есть некоторые сомнения в точности данных переписи эпохи голода, записи указывают на сокращение населения с 58 335 человек в 1841 году до 32 412 человек в 1861 году.

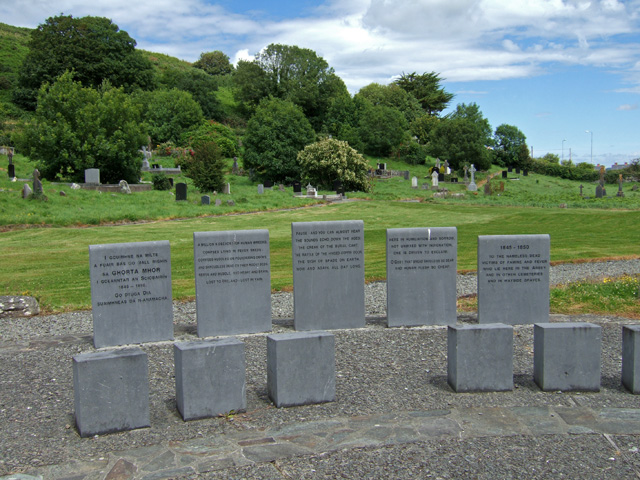
Братские могилы погибших от голода в Аббатстве

«Скибберин» — это также название песни о  влиянии, которое оказал Великий голод и британское правительство  на жителей Ирландии. Песня, известная как Dear Old Skibbereen, принимает форму разговора между отцом и сыном, в котором сын спрашивает своего отца, почему он бежал из земли, которую так сильно любил.
Постоянная выставка, посвященная памяти жертв Великого голода, находится в Центре наследия Скиберина. Скибберин также был центром проведения первого в Ирландии Национального дня памяти жертв голода 17 мая 2009 года. Город был выбран, поскольку он находился в одном из районов, наиболее пострадавших от Великого голода. Национальный комитет памяти жертв голода согласился с тем, что центральным элементом Дня памяти будет ежегодно чередоваться Четыре провинции.

## Демография
Население — 2338 человек (по переписи 2006 года). В 2002 году население составляло 2000.
Данные переписи 2006 года:
| Общие демографические показатели |               |                               |                               |      |      |
| Всё население                    | Всё население | Изменения населения 2002—2006 | Изменения населения 2002—2006 | 2006 | 2006 |
| 2002                             | 2006          | чел.                          | %                             | муж. | жен. |
| 2000                             | 2338          | 338                           | 16,9                          | 1129 | 1209 |

В нижеприводимых таблицах сумма всех ответов (столбец «сумма»), как правило, меньше общего населения населённого пункта (столбец «2006»).
| Религия (Тема 2 — 5 : Число людей по религиям, 2006) |             |                |             |            |       |      |
| Католики, чел.                                       | Католики, % | Другая религия | Без религии | не указано | сумма | 2006 |
| 1967                                                 | 84,1        | 200            | 153         | 18         | 2338  | 2338 |

| Этно-расовый состав (Этничность. Тема 2 — 3 : Постоянное население по этническому или культурному происхождению, 2006) |            |              |               |        |        |            |       |       |
| Белые ирландцы | Лухт-шулта | Другие белые | Афро-ирландцы | Азиаты | Другие | Не указано | сумма | 2006  |
| 1836 | 26         | 354          | 7             | 28     | 44     | 16         | 2311  | 2338  |
| Доля от всех отвечавших на вопрос, %                                                                                   |            |              |               |        |        |            |       |       |
| 79,4 | 1,1        | 15,3         | 0,3           | 1,2    | 1,9    | 0,7        | 100   | 98,81 |

1 — доля отвечавших на вопрос о языке от всего населения.
| Владение ирландским языком (Тема 3 — 1 : Число людей от 3 лет и старше по способности говорить по-ирландски, 2006) |      |            |       |       |
| Владеете ли Вы ирландским языком?                                                                                  |      |            |       |       |
| Да | Нет  | Не указано | сумма | 2006  |
| 1020 | 1200 | 26         | 2246  | 2338  |
| Доля от всех отвечавших на вопрос о языке, %                                                                       |      |            |       |       |
| 45,4 | 53,4 | 1,2        | 100   | 96,11 |

1 — доля отвечавших на вопрос о языке от всего населения.
| Использование ирландского языка (Тема 3 — 2 : Говорящие по-ирландски от 3 лет и старше по частоте использования ирландского языка, 2006) |                                                            |                                               |                                               |                                               |                                               |                                               |       |                                     |      |
| Как часто и где Вы говорите по-ирландски?                                                                                                |                                                            |                                               |                                               |                                               |                                               |                                               |       |                                     |      |
| ежедневно, только в образовательных учреждениях                                                                                          | ежедневно, как в образовательных учреждениях, так и вне их | в других местах (вне образовательной системы) | в других местах (вне образовательной системы) | в других местах (вне образовательной системы) | в других местах (вне образовательной системы) | в других местах (вне образовательной системы) | сумма | всего, отвечавших на вопрос о языке | 2006 |
| ежедневно, только в образовательных учреждениях                                                                                          | ежедневно, как в образовательных учреждениях, так и вне их | ежедневно                                     | каждую неделю                                 | реже                                          | никогда                                       | не указано                                    | сумма | всего, отвечавших на вопрос о языке | 2006 |
| 262 | 12                                                         | 20                                            | 76                                            | 383                                           | 250                                           | 17                                            | 1020  | 2246                                | 2338 |
| Доля от всех отвечавших на вопрос о языке, %                                                                                             |                                                            |                                               |                                               |                                               |                                               |                                               |       |                                     |      |
| 11,7 | 0,5                                                        | 0,9                                           | 3,4                                           | 17,1                                          | 11,1                                          | 0,8                                           | 45,4  | 100                                 |      |

| Типы частных жилищ (Тема 6 — 1(a) : Число частных домовладений по типу размещения, 2006) |          |         |                 |            |       |      |
| Отдельный дом                                                                            | Квартира | Комната | Переносные дома | не указано | сумма | 2006 |
| 812                                                                                      | 161      | 11      | 2               | 12         | 998   | 2338 |